# 2378 Паннекук
2378 Паннекук (2378 Pannekoek) — астероїд головного поясу, відкритий 13 лютого 1935 року.
Тіссеранів параметр щодо Юпітера — 3,231.
Названо на честь нідерландського астронома Антона Паннекука (1873-1960)